# سيلفا (لاعب كرة قدم)
سيلفا هو لاعب كرة قدم برازيلي، ولد في 7 سبتمبر 1995 في باريبا، مارانهاو في البرازيل. لعب مع نادي إنترناسيونال.

## وصلات خارجية
- سيلفا على موقع قاعدة بيانات كرة القدم.إي يو (الإنجليزية)
- سيلفا على موقع Soccerway.com (الإنجليزية)